# クラージュプラス
株式会社クラージュプラス（くらーじゅぷらす、英称：CouragePlus Co., Ltd.、本社：広島市中区）は、広島市にある北欧インテリアショップである。

建築・リノベーションを行う、クラージュハウス（CourageHouse）もある。

## 概要
- 1995年6月7日設立
- Courageはフランス語読みでクラージュ。意味は「勇気」「元気」で「勇気・元気の沸く」という社名。
- クラージュハウスは株式会社クラージュプラスが1995年にインテリアと融合した建築を目指し建築工事業としてスタートし、良質の建築工事経験を重ねてきた建築部の呼称

## 取扱いブランド
- Fritz Hansen （フリッツハンセン）
- PP Mobler （PPモブラー）
- FREDERICIA （フレデリシア）
- Louis Poulsen （ルイスポールセン）
- Carl Hansen & Søn （カールハンセン＆サン）
- AD CORE（エーデイコア）
- DePadova（デパドバ）
- Ecosmart Fire （エコスマートファイア）
- TEMPURE （テンピュール）

## 受賞履歴
- 平成26年度　住まいのインテリアコーディネーションコンテスト　全国一位　経済産業大臣賞・優秀賞[1]
- 平成25年度　住まいのインテリアコーディネーションコンテスト　全国一位　経済産業大臣賞[2]
- 第8回　YRC リフォーム選手権　全国一位　最優秀賞[3]
- 2013年度　TDYリモデルスマイル作品コンテスト　優秀賞
- 平成24年度　住まいのインテリアコーディネーションコンテスト　優秀賞[4]
- ひろしま住まいづくりコンクール2012　リフォーム部門　優秀賞[5]
- 第12回　「キッチンに住む」フォトコンテスト　審査員賞[6]